# Jesuitenkolleg Glatz

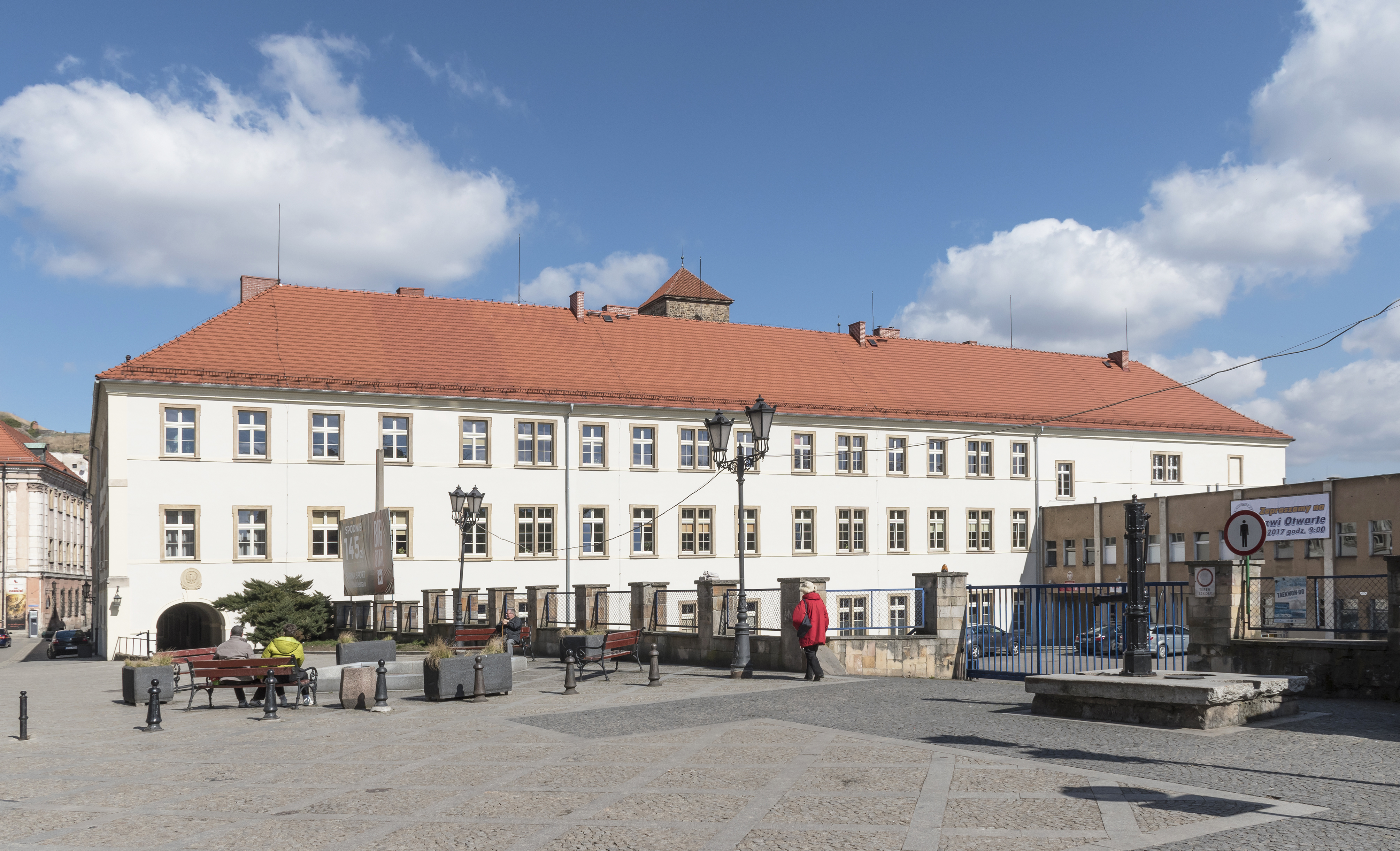
Jesuitenkolleg in Glatz, heute Liceum Ogólnokształcące

Das Jesuitenkolleg Glatz (lateinisch Collegium Societatis Jesu Glacense) war eine katholische Bildungsstätte in Glatz, der Hauptstadt der böhmischen Grafschaft Glatz. Nach dem Ersten Schlesischen Krieg 1742 fiel das Kolleg zusammen mit der Grafschaft vorübergehend und nach dem Siebenjährigen Krieg 1763 endgültig an Preußen. Im Kolleggebäude befand sich bis 1945 zugleich das Katholische Gymnasium. Schräg gegenüber lag das zugehörige Konvikt.

## Geschichte
Das Jesuitenkolleg Glatz wurde im Jahre 1597 durch den böhmischen Landesherrn König Rudolf II. mit Zustimmung des Prager Erzbischofs Zbynko Berka von Duba und Leipa errichtet. Es hatte zunächst seinen Sitz im damaligen Augustiner-Chorherrenstift unterhalb des Schlossberges und ab 1624 in der ehemaligen Johanniterkommende an der Pfarrkirche Mariä-Himmelfahrt in Glatz. 1755 wurde das Kolleg zusammen mit den schlesischen Jesuitenkollegien von der böhmischen Ordensprovinz (provincia Bohemiae) getrennt und zu einer eigenen Ordensprovinz zusammengefasst. Nach der Aufhebung des Jesuitenordens 1773 durch Papst Clemens XIV. wurde das Glatzer Kolleg erst drei Jahre später durch den preußischen König Friedrich II. aufgehoben.
Seit den 1520er Jahren breitete sich in Glatz die Reformation aus. Als nichtkatholische Priester die Seelsorge über die Pfarrkirche übernahmen, deren Patronatsrechte seit uralten Zeiten der Glatzer Johanniterkommende zustanden, wurden ab 1549 durch den damaligen Pfandherrn der Grafschaft Glatz Ernst von Bayern, Rekatholisierungsmaßnahmen eingeleitet, die jedoch wenig erfolgreich waren. Nach dessen Tod 1560 wurde das Patronatsrecht der Johanniter über die Pfarrkirche wieder durch Eingriffe des Rats der Stadt geschwächt und lutherische Prediger eingesetzt. Zudem kam es zu einem weitgehenden Niedergang des 1350 vom Prager Erzbischofs Ernst von Pardubitz gegründeten Augustiner-Chorherrenstifts. Dessen Propst Christoph Kirmeser setzte sich für die Gegenreformation ein, konnte sich jedoch in der überwiegend lutherischen Stadt nicht durchsetzen. Als 1586 mehrere Landadelige den stiftseigenen Meierhof in Niederschwedeldorf überfielen und 19 Kühe, vier Mastochsen und sechs Pferde forttrieben, reiste Kirmeser nach Prag und unterbreitete dem Erzbischof den Vorschlag, das Augustinerstift in ein Jesuitenkolleg umzuwandeln, um so den Stiftsbesitz zu sichern. Da er damit beim Erzbischof auf vollkommene Ablehnung stieß, gab er das Vorhaben vorerst auf. 1591 musste Kirmeser mit den Glatzer Ständen einen Vertrag schließen, mit dem er sich verpflichtete, sich an den Landesumlagen zu beteiligen. Daraufhin wandte er sich mit seinem ursprünglichen Plan an Bischof Medeks Nachfolger Zbynko Berka von Duba und Leipa, mit der Begründung, er sei nicht mehr in der Lage, das Stift gegen die Angriffe „der Lutheraner, Kalviner und Schwenckfelder“ zu behaupten. Nachdem sein Ansinnen wiederum abgelehnt worden war, wandte er sich mit Unterstützung der Jesuiten an den Papst, von dem Kirmeser 1594 zur Resignation aufgefordert wurde. Es ist nicht bekannt, ob Kirmeser aus eigenem Antrieb handelte oder möglicherweise von Anfang an die Übergabe der Augustinerpropstei an die Jesuiten verfolgte.
Am 9. März 1595 löste Papst Clemens VIII. die Ordensgemeinschaft der Glatzer Augustiner-Chorherren auf und übergab deren Besitzungen den Jesuiten. Nachdem Kaiser Rudolf II. als böhmischer Landesherr der päpstlichen Entscheidung zustimmte, musste auch der Prager Erzbischof seinen Widerstand aufgeben. In einem Brief vom 8. September 1597 äußerte er sich enttäuscht über die Auflösung des Augustinerstifts. Darin schrieb er, er habe beabsichtigt, die Glatzer Augustinerpropstei zu einem Bischofssitz und den Augustinerpropst zu einem Suffragan von Prag zu ernennen. Die formelle Übergabe an den Jesuitenorden erfolgte am 28. September 1597 durch den Prager Propst Leopold Popel von Lobkowitz und die Kaiserlichen Räte Georg Berthold Pontanus und Matthias Kremer. Obwohl Glatz weiterhin fast gänzlich evangelisch war, führten die Jesuiten 1601 eine Fronleichnamsprozession unter dem Schutz des neu ernannten Landeshauptmanns Heinrich von Logau durch.
Der erste Rektor Johannes Werner baute die Augustinerpropstei zu einem Kolleg um und ließ ein neues Schulgebäude errichten. Mit Ausbruch des Böhmischen Ständeaufstands 1618 wurden die Jesuiten aus Glatz vertrieben. Nach der Schlacht am Weißen Berg wurden das Jesuitenkolleg sowie die Stiftskirche (Thumkirche) bei den Kämpfen um Glatz 1622 zerstört und nicht wiederaufgebaut. Noch vor ihrer Rückkehr nach Glatz versprach der damalige Pfandherr der Grafschaft Glatz, Erzherzog Karl, den Jesuiten die Übergabe der an der Pfarrkirche gelegenen Johanniterkommende. Nach entsprechenden Verhandlungen mussten die Johanniter ihre Glatzer Kommende mit allen zugehörigen Gütern und Rechten am 27. Juli 1626 an die Jesuiten übergeben und am 7. Mai 1627 ihnen auch das Patronatsrecht über die Pfarrkirche übertragen. Zudem gehörten den Jesuiten wieder die ehemaligen Güter und Dörfer, die sie 1597 aus dem Besitz des vormaligen Augustiner-Chorherrenstifts erhalten hatten. Damit war ihnen innerhalb von weniger als dreißig Jahren der Besitz der beiden bedeutendsten mittelalterlichen Glatzer Ordensniederlassungen zugefallen. Wegen ihrer guten Beziehungen zum Wiener Kaiserhof bestimmten sie bis zur Mitte des 18. Jahrhunderts auch die Grafschafter Politik mit.
Bereits am 22. November 1624 hatten fünf Ordensgeistliche das Gebäude der ehemaligen Johanniter-Lateinschule bezogen. Da diese Schule seit 1597 nicht mehr bestand, fiel den Jesuiten auch das Bildungsmonopol zu. Um möglichst viele Schüler zu gewinnen, verzichteten sie auf das Schulgeld und unterstützten bedürftige Schüler aus der „Pia Causa-Stiftung“, die aus dem Niederhof, dem Freirichtergut, dem Piae-Causae-Vorwerk und einem Freibauerngut in Mittelsteine gebildet wurde und an der sich u. a. der Glatzer Dechant Hieronymus Keck beteiligt hatte. Das Kolleg wurde eine hervorragende Bildungsstätte für den Glatzer Adel aber auch darüber hinaus.
Ab der Mitte des 17. Jahrhunderts errichteten die Jesuiten anstelle des ehemaligen Kreuzhofs ein vierflügeliges Kolleg und ihm gegenüber ein Konvikt (seit 1945 Muzeum Ziemi Kłodzkiej / Museum des Glatzer Landes) nach Entwurf des italienischen Baumeisters Carlo Lurago. Später oblag die Bauleitung den Baumeistern Andrea Carove und August Reinsperger. Das Ensemble wurde um 1690 fertiggestellt.
Im Jahre 1669 besaß der Jesuitenorden die Dörfer Altheide, Altwilmsdorf, Batzdorf, Ebersdorf, Halbendorf (seit 1945Ustronie), Königshain, Mügwitz, Niederschwedeldorf, Soritsch (seit 1945 Zagórze) und Werdeck mit den Patronatsrechten über die jeweiligen Kirchen.
Von 1704 bis zu seinem Tod 1717 wirkte der Jesuit Vitus Scheffer am Glatzer Jesuitenkolleg, der zahlreiche theologische, philosophische und astrologische Schriften verfasste. Sie wurden zum großen Teil bei Andreas Frantz Pega bzw. dessen Nachfolger Caspar Rudolf Mueller in Glatz gedruckt.
Politische Schwierigkeiten entstanden dem Kolleg nach dem Übergang an Preußen, da den Jesuiten unterstellt wurde, das übliche Kirchengebet für das Herrscherhaus unterlassen zu haben. Daraufhin befahl Kommandant Fouqué u. a. Hausdurchsuchungen und die Beschlagnahme von Büchern und Akten. Nach dem Hubertusburger Frieden 1763 wurde das Glatzer Jesuitenkolleg von der böhmischen Ordensprovinz getrennt und mit der 1755 gebildeten Ordensprovinz Schlesien verbunden. 1776 wurde es durch den preußischen König Friedrich II. aufgelöst. Die Ordensangehörigen durften in andere geistliche Orden eintreten oder Weltpriester werden. Die Güter fielen an den preußischen Landesherrn, der die Erträge dem Königlichen Schuleninstitut zuwies. 1788 wurden die Güter verkauft. Carl Joseph Hoffmann erwarb Ebersdorf sowie einen Anteil von Schlegel und Gräfin Franziska von Schlegenberg auf Regensdorf erwarb Altbatzdorf. Die restlichen Ländereien kaufte der Oberbergdirektor Friedrich Wilhelm von Reden. Das Kolleggebäude wurde dem Königlichen Katholischen Gymnasium zugewiesen.
Nach dem Übergang an Polen 1945 infolge des Zweiten Weltkriegs wurde in dem Gebäude ein Allgemeinbildendes Gymnasium (polnisch Liceum Ogólnokształcące) eingerichtet.

## Rektoren des Glatzer Jesuitenkollegs und Vorkommnisse während ihrer Amtszeit
- 1597–1601 Johannes Werner übernahm am 29. September 1597 das ehemalige Augustinerstift mit der zugehörigen Propsteikirche (Thumstift). Für das Jahr 1600 sind sieben Priester, zwei Magister und fünf Laienbrüder belegt. Erstmals nach vielen Jahren wurde 1601 eine Fronleichnamsprozession durchgeführt. Das ehemalige Propsteigebäude wurde zu einem Kollegium umgebaut und ein neues Schulgebäude errichtet.
- 1601–1603 Johannes Vivarius aus Aachen. Am 22. April 1602 bestätigte der böhmische Landesherr Rudolf II. die Errichtung des Kollegs sowie die Besitzungen und Privilegien, die von den Augustiner-Chorherren auf die Jesuiten übertragen worden waren. Während seiner Amtszeit wurde das Freirichtergut in Altbatzdorf erworben.
- 1603–1605 Johannes Werner, zum zweiten Mal; erwarb 1603 das Frerichtergut in Altwilmsdorf.
- 1605–1610 Johannes Rotary. 1609 ersuchten die sechs noch übrigen Augustiner-Chorherren die Glatzer Stände, sich auf dem Böhmischen Landtag dafür einzusetzen, dass ihnen die Glatzer Propstei wieder zurückgegeben wird, hatten damit jedoch keinen Erfolg.
- 1610–1618 Johannes Hoffmann, erwarb 1613 vom Seyfried von Falkenhain auf Koritau das obere Vorwerk in Altwilmsdorf sowie vier Bauern und sieben Gärtner in Heide. In Kollegnähe erwarb er am Schlossberg ein Haus, das zu einem Konvikt für die Schüler umgebaut wurde. Nach dem Ausweisungsdekret des Böhmischen Direktoriums verließen die Jesuiten am 9. Juni 1618 Glatz. Die Stiftsgüter wurden von den Glatzer Ständen am 21. Dezember 1618 dem Valentin von Reichenau übergeben und das Kolleg selbst vom Rat der Stadt übernommen. Die im Kolleg befindlichen Gegenstände wurden verkauft und das erlöste Geld zur Bezahlung von Soldaten verwendet. Das Übrige wurde geplündert und verwüstet. Während der Kämpfe um Glatz 1622 wurde ein Großteil des Stifts devastiert und mit dem Baumaterial das Glatzer Schloss befestigt.
- 1625–1631 Michael Kaulig; da die Kolleggebäude im ehemaligen Augustinerstift zerstört waren, wurde den Jesuiten 1626 die Johanniterkommende sowie die Pfarrkirche zugewiesen und die bisherigen Privilegien und Rechte dorthin übertragen. Durch Tausch mit dem Freiherrn Carl von Strasolde auf Schlegel gelangte 1629 das ganze Dorf Eckersdorf an das Jesuitenkolleg, von dem Strasolde im Gegenzug genauso viele Untertanen in Schlegel erhielt.
- 1631–1635 Bernard Watzko aus Budweis.
- 1635–1641 Gregor Schellitz tauschte 1624 mit der Stadt Glatz einen Kretscham in Oberschwedeldorf gegen ein Malzhaus in Glatz. Nachdem er 1641 Provinzial wurde, folgte ihm
- 1641–1646 Georg/Jiří Bohaty; wegen einer befürchteten Belagerung flüchteten im Frühjahr 1642 viele Jesuiten aus Glatz, gerieten aber bei Olmütz in Gefangenschaft. 1645 brannten die Schweden bei ihrem Durchzug das Vorwerk in Heide ab.
- 1646–1650 Jakob Bohr, während seiner Amtszeit plünderten die Kaiserlichen die Stiftsdörfer Altbatzdorf und Ebersdorf.
- 1650–1653 Georg Schwarz begann mit dem Bau der Ordensresidenz in Altheide.
- 1653–1656 Markus Marian, begann mit dem Neubau des Kollegs.
- 1656–1659 Balthasar Halmberger
- 1659–1660 Balthasar Conrad wurde 1599 in Neisse geboren.[3] Er soll einer der größten Mathematiker seiner Zeit gewesen sein und beherrschte sieben Sprachen. Starb am 17. Mai 1660.
- 1660–1663 Arnold a Campo
- 1663–1666 Johanes Heintz wurde 1666 als Rektor nach Neisse versetzt.
- 1666–1669 Augustin Reimann, während seiner Amtszeit wurde der Westteil des Kollegiums erbaut. 1667 brannte der Komturhof mitsamt der Ernte nieder.
- 1669–1672 Rudolph Werner starb am 25. Mai 1672 im Alter von 37 Jahren auf einer Dienstreise in Prag.
- 1672–1675 Johannes Dasselmann führte den Bau des Kollegiums weiter.
- 1675–1678 Georg Prescher aus Kochendorf in Schlesien, starb 1692 in Glatz.
- 1678–1681 Georg Klein konnte 1680 mit dem Prager Erzbischof Johann Friedrich von Waldstein einen Streit um die Exemption und andere Pfarrrechte beilegen. 1681 wurde er zum Superior in Brieg berufen.
- 1682–1685 Christoph Nonner; 1683 lebten 18 Priester, fünf Magister und neun Laienbrüder im Kolleg.
- 1685–1688 Paul Arndt aus Schönau in Schlesien; erbaute in Niederschwedeldorf ein neues Brau- und Malzhaus, wohin das dem Kolleg zustehende Braurecht verlegt wurde. 1687 verkaufte er einen Anteil von Dürrkunzendorf.
- 1688–1691 Johannes Miller (auch Johann Müller, lateinisch Joanne Miller bzw. Joannes Miller) aus Glatz; ordnete die Schriften, Briefe und Urkunden und richtete ein Archiv ein. Er veranlasste eine Abschrift der Originalhandschrift der Chronik des Glatzer Augustinerstifts und verfasste eine Beschreibung der Marienstatue vom Hauptaltar der Glatzer Pfarrkirche, vor der der erste Prager Erzbischof Ernst von Pardubitz eine Marienerscheinung gehabt haben soll.[4] Die Beschreibung erschien 1690 im Glatzer Verlag des Andreas Frantz Pega unter dem Titel „Historia Beatissimae Virginis Glacensis. Das ist/ Kurtze Beschreibung/ Von dem Uralten Wunderthätigen Maria-Bild : Welches Zu Glatz auff dem Hohen-Altar/ In der Pfarrkirchen der Societät Jesu, Von viel hundert Jahren her/ Zu offentlicher Verehrung vorgestellet/ und schon im Jahr 1364. Von Ernesto Dem ersten Ertz-Bischoff zu Prag/ Wunderthätig erkläret“.[5] Mit der Schrift, die ein wichtiges literarisches Zeugnis der Rekatholisierungsmaßnahmen darstellt, wurde eine Wiederaufnahme der Glatzer Marienwallfahrten verfolgt. Ebenfalls 1690 wurde der Neubau des Kollegs vollendet. Für das Jahr 1705 ist Johannes Miller als Provinzial belegt, als er an einer Generalversammlung in Rom teilnahm.
- 1691–1694 Michael Eckel, legte im Hof des Kollegs einen Garten an, in dessen Mitte die Statue der Jungfrau Maria aufgestellt wurde.
- 1694–1697 Leopold Hendt aus Brüssel. Vitus Seipel, Prager Weihbischof und Abt des Klosters Strahov, nahm an der Feier zum hundertjährigen Bestehen des Kollegs teil.
- 1698–1701 Leonhard Reil, ließ eine Elementarschule in Glatz errichten.
- 1701 Thomas Schmidl wurde am 12. September als Rektor an das Prager Clementinum versetzt.
- 1701–1704 Johannes Grünsklee
- 1704–1705 Johannes Helbig aus Komotau; wurde 1705 Rektor des Kollegs in Eger.
- 1705–1708 Johannes Hanke ließ abgebrannte Residenz in Altheide wieder aufbauen.
- 1708–1711 Lukas Englisch
- 1711–1714 Godefried Escher, ehemaliger Rektor aus Brünn, erwarb 1711 von Heinrich Wilhelm von Donig auf Oberwernersdorf und Stolzenau einen Wald; wurde 1714 nach Wien versetzt.
- 1714–1717 Paul Stralano wurde 1717 Regens im Seminar in der Prager Altstadt.
- 1717–1720 Godefried Henel aus Breslau, war vorher Regens des Glatzer Seminars (Konvikts).
- 1720–1723 Johannes Seidel
- 1723–1724 Franziskus von Fragstein aus Troppau, wurde 1724 als Rektor nach Neisse versetzt.
- 1724–1727 Christophorus Söldner wurde 1727 Rektor von Neuhaus.
- 1728–1729 Hermann von Oppersdorf auf Domanze, starb am 10. Oktober 1729 im 58. Lebensjahr.
- 1730–1733 Gottfried Weidinger
- 1733–1734 Johannes Roller wurde Anfang 1734 Sekretär der Ordensprovinz
- 1734–1735 Johannes Menzel wurde 1735 Sekretär der Ordensprovinz
- 1735–1739 Johannes Roller, 1739 zum Vorsteher der Ordensprovinz berufen.
- 1739–1743 Franz Wenzel, bis 1739 Vorsteher der Ordensprovinz. Musste 1742 nach dem Ersten Schlesischen Krieg Kontributionsgelder an Preußen bezahlen, und der preußische König Friedrich II. bestätigte dem Kolleg die bisherigen Privilegien. Franz Wenzel wurde 1743 Vorsteher des Professhauses in Prag.
- 1743–1746 Carl Scholz aus Glatz, vormals Rektor in Liegnitz. Im Zweiten Schlesischen Krieg wurden die Räumlichkeiten des Kollegs als Lazarett benutzt, 1745 wurde das Kolleg geplündert und gebranntschatzt.
- 1746–1750 Ignatz Ilgner aus Glatz, war vorher Regens des Glatzer Seminars. Wegen Unterlassung des Kirchengebets für das königliche Haus musste 1747 ein Strafgeld von 18.000 Gulden an den Fiskus bezahlt werden.
- 1750–1751 Franz Ilgner, ein Bruder des Vorstehenden.
- 1751–1754 Franz von Riedau.
- 1754–1763 Christian Rolke. Wegen des Siebenjährigen Kriegs mussten die Jesuiten am 12. März 1757 Glatz verlassen; die Seelsorge wurde weltlichen Priestern übertragen. Nachdem die Kaiserlichen am 26. Juli 1760 Glatz zurückerobern konnten, kam Rektor Christian Rolke Anfang 1761 mit anderen Jesuiten aus Böhmen zurück und wurde vom böhmischen Landesherrn wieder in seine früheren Rechte eingesetzt. Der kaiserliche Kommissar Joseph von Wimmersberg übergab ihm das Kolleg sowie die Pfarrkirche. Nach dem Hubertusburger Frieden 1763 kamen die Jesuiten aus der schlesischen Ordensprovinz nach Glatz, und der bisherige Rektor Rolke ging wieder nach Böhmen zurück.
- 1763–1768 Ernestus von Pannwitz auf Lomnitz.
- 1768–1773 Karl (Carl) von Troilo und Roveredo; vorher Provinzial der schlesischen Ordensprovinz, starb 1774 in Glatz.
- 1773–1776 Georg Langer aus Glatz. Der Jesuitenorden wurde 1773 durch Papst Clemens XIV. aufgehoben, das Dekret jedoch erst 1776 in Preußen vollzogen.

## Bekannte Jesuiten aus dem Glatzer Kolleg (Auswahl)
- Bohuslav Balbin (1621–1688), böhmischer Jesuit
- Karl II. von Liechtenstein-Kastelkorn (1623–1695), Bischof von Olmütz sowie gewählter Fürstbischof von Breslau
- Johann Christoph Schambogen (1636–1696), Rektor der Karls-Universität Prag und Assessor des Prager erzbischöflichen Konsistoriums
- Michael Friedrich Graf von Althann (1680–1734), Kardinal, Bischof von Waitzen, Vizekönig von Neapel und beider Sizilien